# Eiler Munthe
Eiler Christopher Kaasbøll Munthe, född den 7 maj 1759 i Bud, Norge, död den 10 mars 1814 i Nyborg, var en dansk skolman.
Efter privat förberedelse blev han student 1776 vid Köpenhamns universitet och studerade därefter filologi, men utan att avlägga någon ämbetsexamen. Efter att ha undervisat pagerna vid hovet blev han 1797 andrelärare vid seminariet på Blaagaard och 1798 överlärare vid Köpenhamns katedralskola, där han först undervisade i historia och geografi, senare i latin och hebreiska. Samtidigt var han lärare vid det Schouboeske Institut. Vid Köpenhamns bombardemang 1807 miste han inte endast allt han ägde, utan också sin vänstra arm, något som förkortade hans liv. År 1809 blev han rektor vid den lärda skolan i Nyborg. Munte gjorde sig ett namn som författare av läroböcker i historia och geografi. Hans Verdenshistorie (1804) utkom i flera och hans Geografi (1803) i en lång rad upplagor, de senare omarbetade av Hans Mathias Velschow. Hans främsta arbete var De vigtigste indenlandske Tildragelser og de mærkeligste danske og norske Personers Levnedsbeskrivelser, en läse- och lärobok i Danmarks och Norges historia (1806). Den översattes till svenska och tyska samt utkom på danska i ett stort antal upplagor, de senare bearbetade av Erich Christian Werlauff.